# Villeneuve-Loubet
Villeneuve-Loubet (okzitanisch Vilanuòva e Lo Lobet, italienisch Villanova Lobetto) ist eine französische Gemeinde mit 16.729 Einwohnern (Stand 1. Januar 2022) an der Mittelmeerküste (Côte d’Azur) im Département Alpes-Maritimes in der Region Provence-Alpes-Côte d’Azur. Sie gehört zum Kanton Villeneuve-Loubet im Arrondissement Grasse. Villeneuve-Loubet liegt südwestlich von Cagnes-sur-Mer.

## Geographie

### Lage

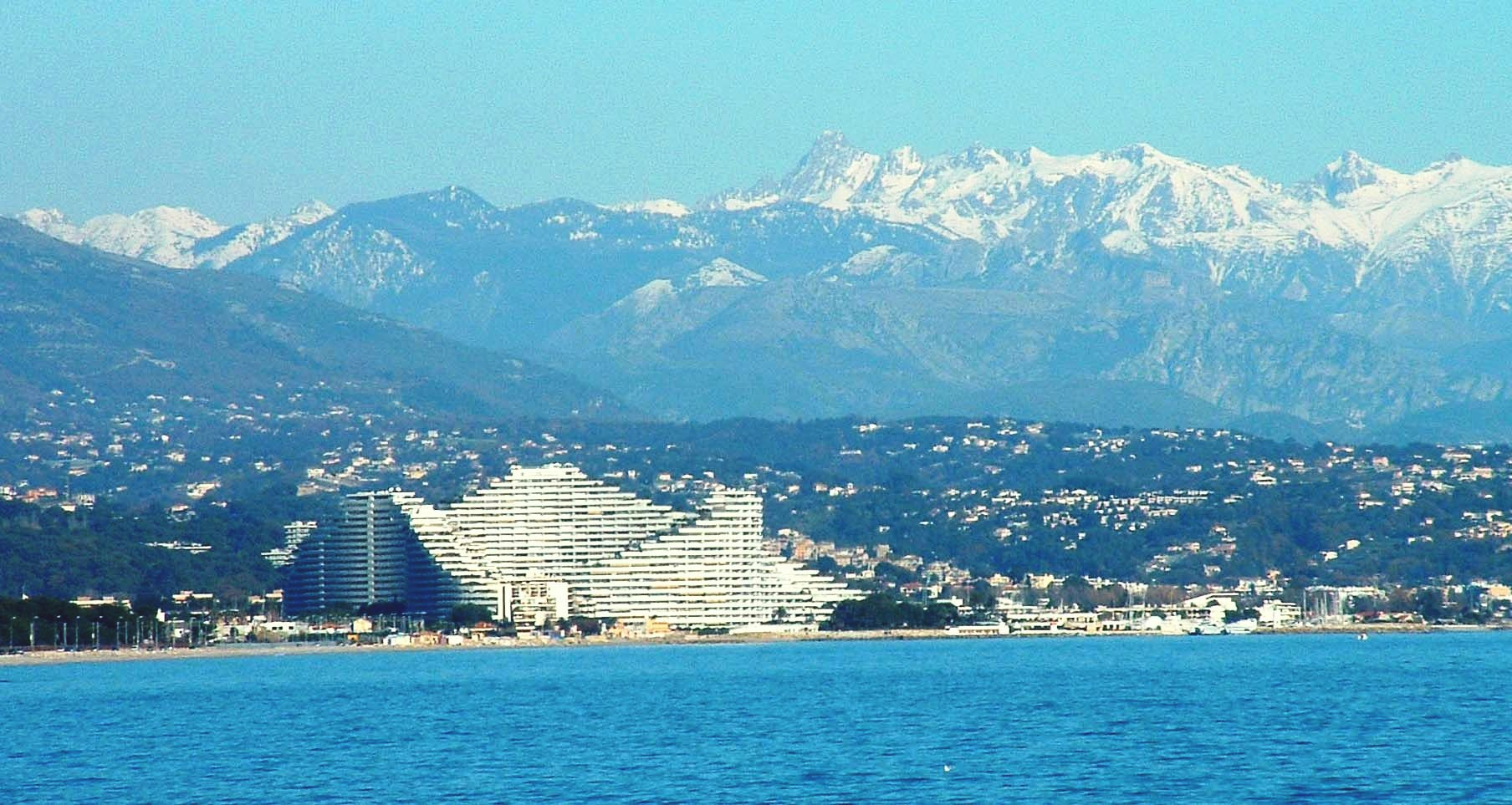
Marina Baie des Anges am Ufer, hinten das Gebirgsmassiv Mercantour

Die Altstadt von Villeneuve-Loubet gruppiert sich auf einem Berghang, zu dessen Füßen der hier ins Meer mündende Fluss Loup verläuft.
Südlich der Mündung des Loup liegt der neuere Ortsteil Villeneuve-Loubet-Plage, der in den 1950er-Jahren entstand. Weithin sichtbar wurde am Strand die Feriensiedlung Marina Baie des Anges errichtet. Sie besteht aus vier gigantischen, pyramidenförmigen Hochhäusern mit geschwungener Fassade.

### Bevölkerung
| Jahr      | 1962  | 1968  | 1975  | 1982  | 1990   | 1999   | 2009   | 2016   |
| Einwohner | 2.769 | 3.865 | 6.001 | 8.083 | 11.539 | 12.935 | 15.091 | 14.672 |

## Geschichte
Im September 1913 entgleiste ein Elektrotriebwagen auf einer Brücke bei Villeneuve-Loubet. Ein Segment des Fahrzeugs stürzte ab. 20 Menschen starben, 40 wurden verletzt.
In der Zwischenkriegszeit lebte Marschall Philippe Pétain hier auf seinem Anwesen.

## Persönlichkeiten
- Auguste Escoffier (1846–1935), Autor des Kulinarischen Führers und Erfinder des Melba-Pfirsichs, den er für die gleichnamige australische Opernsängerin Nellie Melba kreierte. In seinen Anfängen noch ein kleiner provenzalischer Koch, wurde er zum Liebling des „Jetsets“ der Belle Époque und zum „König der Köche und Koch der Könige“ geweiht. Sein Geburtshaus im alten Dorf wurde in ein Museum für Kochkunst umgewandelt.[3]
- Françoise Dorléac (1942–1967) kam bei einem Autounfall auf der A8 in der Nähe von Villeneuve-Loubet ums Leben.
- Der Gewichtheber, Olympiasieger 2008, Weltmeister 2006, Europameister 2007 und mehrfache französische Meister Vencelas Dabaya stammt ebenfalls aus Villeneuve-Loubet.

## Partnerstadt
- Forlimpopoli (Italien)